# Sayonara Watashi no Cramer
Sayonara Watashi no Cramer (さよなら私のクラマー lit. Adiós, mi querido Cramer?), en inglés Farewell, My Dear Cramer, es una serie de manga creada e ilustrada por Naoshi Arakawa sobre el fútbol femenino. La serie se ha publicado en la revista mensual Gekkan Shōnen Magazine de Kodansha desde mayo de 2016 y se ha recopilado en trece volúmenes tankōbon. Es una secuela directa de la serie de manga anterior de Arakawa, Sayonara, Football, que se serializó en Magazine E-no desde junio de 2009 hasta agosto de 2010 y se recopiló en dos volúmenes tankōbon. Ambas series están publicadas en forma impresa y digital en Norteamérica por Kodansha Comics.
Una adaptación de la serie de televisión de anime de Farewell, My Dear Cramer de Liden Films se estrenó el 4 de abril de 2021. Una adaptación de la película de anime de Sayonara, Football del mismo estudio también está programada para estrenarse a principios del verano de 2021.

## Sinopsis
Onda Nozomi juega al fútbol con los chicos desde pequeña, pero pese a sus esfuerzos y su talento, cuando llega a la preparatoria se encuentra con el muro que supone la diferencia física. En un deporte donde los atletas chocan, tiene sentido separar a chicos y chicas.
Nozomi no está dispuesta a rendirse solo por ser una chica y decide seguir practicando su deporte favorito con sus amigas.

## Medios

### Manga
El manga está escrito e ilustrado por Naoshi Arakawa. Es una secuela de la serie anterior de Arakawa, Sayonara, Football (さよならフットボール, Sayonara Futtobōru), publicada en la revista E-no de Kodansha del 20 de junio de 2009 al 20 de agosto de 2010, con sus capítulos compilados en dos volúmenes de tankōbon. El manga comenzó en la edición de junio de 2016 de la revista Gekkan Shōnen Magazine, publicada el 6 de mayo de 2016. El título se refiere al futbolista y entrenador alemán Dettmar Cramer. La serie terminó en la edición de enero de 2021 de Gekkan Shōnen Magazine, que se envió el 4 de diciembre de 2020. Kodansha ha compilado sus capítulos en tankōbon individuales. El primer volumen se publicó el 17 de agosto de 2016. Al 17 de junio de 2020, se han publicado doce volúmenes.
El manga se ha lanzado simultáneamente en inglés en Kindle y Comixology. Crunchyroll publicó el manga a partir de 2018. En julio de 2019, Kodansha Comics anunció el lanzamiento impreso del manga. El primer volumen se publicó el 26 de enero de 2021.

### Anime
Se anunció una adaptación de la serie de televisión de anime en la edición de octubre de Gekkan Shōnen Magazine el 4 de septiembre de 2020. La serie está animada por Liden Films y dirigida por Seiki Takuno, con Natsuko Takahashi a cargo de la composición de la serie y Masaru Yokoyama componiendo la música. Se estrenó el 4 de abril de 2021 en Tokyo MX. Aika Kobayashi interpreta el tema de apertura de la serie "Ambitious Goal", mientras que Mikako Komatsu interpreta el segundo tema de apertura, "Kuyashii koto wa Kettobase". Crunchyroll obtuvo la licencia de la serie fuera del sudeste asiático.
| N.º | Título | Primera emisión |
| --- | ------ | --------------- |
| 1   | —      | —               |
| 2   | —      | —               |
| 3   | —      | —               |
| 4   | —      | —               |

### Película
Se ha anunciado una adaptación cinematográfica de anime del manga Sayonara, Football, titulada Sayonara Watashi no Cramer First Touch (さよなら私のクラマー ファーストタッチ, Sayonara Watashi no Kuramā Fāsuto Tatchi). Originalmente estaba programado para estrenarse el 1 de abril de 2021, pero se retrasó hasta principios del verano de 2021. El personal dijo que se debió a "circunstancias imprevistas", pero también expresaron la esperanza de que se contenga la pandemia de COVID-19. El personal de la serie de anime también está trabajando en la película.